# LDN (singolo)
LDN (abbreviazione di London, Londra) è un singolo della cantante britannica Lily Allen, pubblicato il 25 settembre 2006 come secondo estratto dal primo album in studio Alright, Still.

## Descrizione
LDN è un pezzo pop con riferimenti ska, basato su un campionamento del brano Reggae Merengue di Tommy McCook e dei The Supersonics del 1970.

## Pubblicazione
Originariamente, furono stampate 500 copie del singolo su vinile il 24 aprile 2006, insieme al brano Knock 'Em Out. È stato poi ripubblicato il 25 settembre 2006, in seguito al successo ottenuto dal primo singolo, Smile.

## Video
Sono stati girati due video per LDN: il primo a basso costo, per promuovere la pubblicazione su vinile, e il secondo per la ripubblicazione a livello mondiale.
- La prima versione del video, mostra la cantante su una bicicletta nel centro di Londra. Vengono messi in luce vari aspetti positivi della città, con Lily che saluta i passanti, che si rilassa in un caffè o che si fa fotografare con un poliziotto.
- La seconda versione è invece più fedele al testo della canzone, specialmente ai versi "Se guardi con i tuoi occhi, tutto sembra bello, ma se guardi bene, puoi vedere che sono tutte bugie". L'inizio è ambientato in un negozio di dischi dove la cantante chiede di un album particolarmente eclettico, facendo della satira sugli aggettivi che hanno usato i critici per descrivere il suo album ("punky, electronica kind of, grime kinda like new-wave grime, kind of maybe like more broken-beats like kind of dubbie broken beats but a little bit kinda a bit soulful like high drum n bassy but kinda more broken drum and bass"). Riceve una telefonata, probabilmente dal suo fidanzato, e si mettono d'accordo per incontrarsi. Quindi esce dal negozio e passeggia nel centro di Londra, lasciando una scia di colore in technicolor e l'atmosfera sembra piacevole, divertente e felice. Viene invece esaltata la realtà che si lascia alle spalle; ad esempio, una bacchetta magica torna ad essere una siringa usata. Il video termina con la Allen che riceve un'altra telefonata dal fidanzato che le dice che ha deciso di non venire. Arrabbiata e frustrata se ne va, e il colore scompare per rivelare la deprimente realtà che la circonda.

## Tracce
| CD1 (Ripubblicazione nel Regno Unito) 1. LDN 2. Nan You're a Window Shopper (parodia di Window Shopper di 50 Cent) CD2 (Ripubblicazione nel Regno Unito) 1. LDN 2. Naïve 3. LDN (Warbox Original Dub) 4. LDN (video musicale) Vinile 7" (Ripubblicazione nel Regno Unito) 1. LDN 2. Nan You're a Window Shopper | Vinile 7" (Pubblicazione originale nel Regno Unito) 1. LDN 2. Knock 'Em Out CD (Europa e Australia) 1. LDN 2. Nan You're a Window Shopper 3. Naïve 4. LDN (Warbox Original Dub) Download digitale 1. LDN (Live At Bush Hall) 2. LDN (Wookie Mix) 3. LDN (Switch Mix) 4. LDN (South Rakkas Crew Crack Whore Riddim) |

## Classifiche
| Classifica (2006/2007) | Posizione massima |
| ---------------------- | ----------------- |
| Australia              | 39                |
| Brasile                | 43                |
| Irlanda                | 21                |
| Nuova Zelanda          | 23                |
| Regno Unito            | 6                 |
| Romania                | 22                |
| Slovacchia             | 38                |
| Svizzera               | 88                |